# Joint Operations Graphic
Een Joint Operations Graphic is een type kaart die wordt gemaakt en gebruikt voor militaire doeleinden. Ze hebben een schaal van 1:1.250.000 en een valkindeling van 10x10 km.
Voor JOG-kaarten worden satellietkaarten, landkaarten of regiokaarten gebruikt. Ze hebben een uitgebreide index met aanvullende informatie voor gezamenlijke militaire operaties van lucht- en landmachteenheden.

## Aanduidingen
Bij JOG kaarten worden vier aanduidingen gebruikt:
- D-1. TYPES

Er zijn twee typen, een voor luchtoperaties en een voor grondoperaties. Ze zijn herkenbaar aan de aanduiding JOINT OPERATIONS GRAPHIC (AIR) of JOINT OPERATIONS GRAPHIC (GROUND).
- D-2. BASIC CONTENTS

De basisinformatie is op beide JOG A/G kaarten gelijk.
Hierbij wordt gebruikgemaakt van zes basisinformatiegegevens met elk een eigen vaste kleur, bijvoorbeeld luchthavens, spoorlijnen, fabrieksterreinen en grote gebouwen.
- D-3. JOINT OPERATIONS GRAPHIC (AIR)

Bij de JOG-luchtkaarten worden ook de voor de luchtvaart belangrijke gegevens vermeld zoals radiofrequentie, landingsbaanlengte en de hoogste elementen op de grond. De maten op deze kaarten worden aangegeven in feet (voet), 1 feet = 30,5 cm 
- D-4. JOINT OPERATIONS GRAPHIC (GROUND)

Op de JOG-grondkaarten worden stabiele grondgegevens vastgelegd, bijvoorbeeld hoogteverschillen en contouren die ook op de luchtkaarten voorkomen. Op deze kaarten worden de maten aangegeven in meters.